# Opus One
Opus One, транскрипция «опус уан» (в переводе с англ. — «первый опус») — это красное сухое вино, производимое на одноименной винодельне, расположенной в долине Напа в штате Калифорния, США. Создается из нескольких сортов винограда: каберне совиньон, каберне фран, мальбек, мерло, пти вердо.

## История
Создатели вина — Роберт Мондави (англ. Robert Mondavi) и Барон Филип де Ротшильд (фр. Philippe de Rothschild). Оба — известные виноделы, специализировавшиеся на винах из каберне совиньон. В Opus One традиционно доминирует именно этот сорт винограда.
Роберт Мондави — прославил виноделие долины Напа на весь мир. Его компаньон — возродил Шато Мутон-Ротшильд (фр. Château Mouton-Rothschild) и добился включения его в первую категорию категорию официальной классификации вин Бордо 1855 года. Корректировка изначального списка вин была сделана за все время всего единожды — стараниями Ротшильда его вино попало в первую категорию. Знакомство виноделов произошло во время отдыха на одном из гавайских островов. Познакомившись, они решили создать новый продукт в США, который бы воплотил в себе экспертизы виноделов Бордо. Решающий разговор между двумя бизнесменами длился всего 25 минут — после чего был дан старт проекту.
Первая продукция на винодельне Opus One была выпущена в 1979 году. На винном аукционе региона, который прошел спустя два года, вино было продано по цене 2000 долларов за одну бутылку. На тот момент для напитка еще не была разработана даже этикетка. Позднее на ней были изображены профили основателей бренда. Цена явилась рекордной для региона. В официальную продажу Opus One поступило в 1984 году — были представлены винтажи 1979 и 1980 годов. Изначально вино производилось на производственных мощностях Мондави, но позднее была построена отдельная одноименная винодельня. По словам менеджмента проекта, цена постройки равнялась 15 миллионам долларов, но специалисты рынка оценили ее в 25 млн. Первый винтаж был произведен на ней в 1991 году. Бренд находится в совместной собственности компаний Baron Philippe de Rothschild S.A. и Constellation Brands.

## Производство
Виноград для изготовления напитка собираются с четырех основных виноградников поместья. После сбора урожая ягоды отсеиваются на специальной оптической системе, которая помогает отобрать самые хорошие ягоды. Вино настаивается в дубовых французских бочках 20 месяцев.
С 2001 года производством руководит Майкл Силаччи (англ. Michael Silacci).